# Bladworth
Bladworth is een plaats (village) in de Canadese provincie Saskatchewan en telt 70 inwoners (2006).